# Starokatolická farnost Smržovka
Starokatolická farnost Smržovka je bývalá farnost starokatolické církve ve Smržovce. Existovala v letech 1925–1946.
Ve Smržovce se konstituovala filiální obec farnosti v Desné počátkem 20. století. Roku 1923 se z ní vydělila jako samostatná farnost, která byla státeum uznána 28. června 1925. Z farnosti Jablonec nad Nisou k ní byly současně přiděleni věřící z Lučan nad Nisou, Nové Vsi nad Nisou a z filiální obce v Josefově Dole–Maxově, dosud náležející k jablonecké farnosti. Faráři ve Smržovce byli Josef Siehr (1923–1929), Franz Storch (1929–1938) a Alfred Bauer (1938–1940), pak byla farnost neobsazena a bohoslužby obstarávali duchovní z Jablonce nad Nisou a Desné.
Po roce 1945 byla farnost ve Smržovce, která neměla vlastní kostel ani faru a přišla o naprostou většinu věřících v důsledku odsunu německého obyvatelstva, spravována z Jablonce nad Nisou. Zanikla 28. července 1946, kdy byl počet starokatolických farností v Československu redukován na šest.